# Довженко Олександр Іванович
Олександр Іванович Довженко — український військовик, співробітник Служби безпеки України, генерал-майор. Начальник Управління СБУ в Одеській області (2017—2019), Чернігівській області (2013—???).

## Життєпис
2 вересня 2013 призначений на посаду начальника Управління Служби безпеки України в Чернігівській області.
25 березня 2016 року присвоєно військове звання генерал-майора.
3 травня 2017 року призначений начальником Управління Служби безпеки України в Одеській області. Звільнений з посади 11 червня 2019 року.

## Нагороди
- У 2010 році нагороджений медаллю «За військову службу Україні»[6].